# Lentvora
Lentvora je obec v okrese Lučenec v Banskobystrickém kraji na Slovensku. Leží v centrální části pohoří Ostrôžky přibližně 27 km severozápadně od okresního města. Žije zde 82 obyvatel.
První písemná zmínka o obci pochází z roku 1446. V obci se nachází jednolodní klasicistní evangelický kostel s představěnou věží z roku 1810.